# التوزيع الحيوي
التوزيع الحيوي هو وسيلة تتبع للمُرَكَّبات، حيث تقوم المُرَكَّبات ذات الاهتمام بالانتقال في جسم حيوان تجريبي أو جسم إنسان. على سبيل المثال، عند تطوير مُرَكَّبات جديدة من أجل المسح المقطعي للانبعاثات البوزيترونية (PET)، يتم ربط النظائر المشعة كيميائياً مع الببتيد (الوحدة المكونة للبروتين). وتبعث هذه النظائر البوزيترونات (وهي جسيمات مضادة للمادة، تساوي في كتلتها الإلكترون، ولكن مع شحنة موجبة). عندما تُقذف من النواة، تواجه البوزيترونات إلكترونًا، وتخضع لإبادة تنتج شعاعين من أشعة غاما تسيران في اتجاهين متعاكسين. يمكن قياس هذه الأشعة، وعند مقارنتها بالأشعة الثابتة، يتم معايرتها.

## التوزيع الحيوي بعد التشريح
على سبيل المثال، سيُحقن مركب جديد عن طريق الوريد في مجموعة من 16-20 قارضًا (عادة الفئران). على فترات من 1، 2، 4 و24 ساعة، ومن ثمّ قتل مجموعات أصغر (4-5) من الحيوانات بطرق رحيمة وتشريحها. بعدها تُوضع الأعضاء ذات الأهمية (عادة: الدم والكبد والطحال والكلى والعضلات والدهون والغدد الكظرية والبنكرياس والدماغ والعظام والمعدة والأمعاء الدقيقة والأمعاء الغليظة العليا والسفلى، إلخ) في حاويات وُزِّنت مسبقًا، ثم في جهاز يقيس إشعاع غاما. تعطينا النتائج رؤية ديناميكية لكيفية تحرك المركب عبر الحيوان.
المركب المفيد هو المركب الذي يستخدم إما للتصوير الطبي لبعض أجزاء الجسم أو الأورام (بجرعات منخفضة من النشاط الإشعاعي) أو علاج الأورام (بجرعات عالية من النشاط الإشعاعي).

## التصوير الحيوي غير الغازي في العلاج الجيني
في العلاج الجيني، يمكن تصوير العوامل الناقلة للجينات (مثل الفيروسات) إما وفقا لتوزيعها الحيوي للجسيمات أو نمط نقلها. فالأوَل يعني وضع علامة على الفيروسات بعامل معين يجعلها مرئية في بعض طرق التصوير، مثل التصوير بالرنين المغناطيسي أو التصوير باستخدام تفاعل البوليمراز المتسلسل (PET) أو باستخدام التصوير الطبي بأشعة جاما (SPECT)، ويعني الثاني تصوير الجين الواسم (الذي يعمل على تأكيد إدخال تسلسل الحموض النووية إلى DNA الكائن المستهدف)(بالإنجليزية: Marker gene) لناقلات تسليم الجينات ليكون مرئيًا بواسطة أساليب كيمياء الانسجة  المناعية، أو التصوير البصري أو حتى عن طريق تفاعل البوليمراز المتسلسل (PCR). اكتسب التصوير الحيوي غير الغازي شعبية عالية حيث أصبحت معدات التصوير متاحة للاستخدام البحثي بواسطة العيادات.
على سبيل المثال، يمكن تصوير الفيروسات العصوية التي تعرض الأفيدين (بالإنجليزية:avidin ) في دماغ الفئران عن طريق طلائها بجزيئات الحديد المعالجة بالبيوتين الحيوي، مما يجعلها مرئية في التصوير بالرنين المغناطيسي. وشوهد التوزيع البيولوجي لجزيئات فيروس الحديد مُركزًا على خلايا الضفيرة المشيمية للبطينين الجانبيين للدماغ.